# Vůz WRmz815 ČD
Vozy WRmz815, číslované v intervalu 73 54 88-91, do roku 2001 označené WRRmz, jsou jídelní osobní vozy z vozového parku Českých drah. Všech deset vozů WRmz815 vyrobila v roce 1997 společnost MSV Studénka dle dokumentace dodané společností SGP Siemens

## Vznik řady
V roce 1995 si České dráhy objednaly od firmy SGP Siemens sérii 45 vozů pro vlaky vyšších kategorií. Součástí dodávky bylo devět vozů první třídy Ampz146, 26 vozů druhé třídy Bmz245 a deset restauračních vozů WRmz815. Jako první byly vyrobeny v roce 1997 vozy WRmz815, v letech 1998–1999 je následovaly vozy Ampz146 a jako poslední byly v letech 1999–2000 dodány vozy Bmz245. Skříň, brzdy a elektrickou výzbroj zhotovila MSV Studénka dle dokumentace společnosti SGP Siemens. Poté byly dovezeny zbylé díly a vozy byly, s použitím interiérových prvků vyrobených v tuzemsku, zkompletovány. První vyrobený vůz byl Českým drahám předán 10. září 1997.

## Technické informace
Jsou to čtyřnápravové tlakotěsné vozy se skříní typu UIC-Z o délce 26 900 mm. Jejich nejvyšší povolená rychlost je 200 km/h. Mají podvozky SGP 300 R/3S vhodné až pro rychlost 250 km/h. Brzdová soustava je tvořena tlakovzdušnými kotoučovými brzdami Knorr se třemi kotouči na každé nápravě. Pro nouzové brzdění z vysokých rychlostí je na vozech nainstalována elektromagnetická kolejnicová brzda.
Vozy mají dva páry jednokřídlých předsuvných nástupních dveří ovládaných tlačítky. Mezivozové přechodové dveře jsou dvoukřídlé poloautomatické, posuvné do stran a ovládané pomocí madel. Většina oken těchto vozů je pevných neotvíratelných, některá jsou výklopné v horní pětině. Čela vozů jsou připravena na montáž tlakotěsných návalků SIG.
Vůz je půdorysně rozdělen na nástupní prostor, jídelnu, kuchyň a výčep, kolem kterých je pro cestující k dispozici ulička, bar a WC. V jídelně je 30 míst k sezení v příčném uspořádání 2 + 1. V barové části jsou čtyři místa kolem půlkruhového stolu. Všech 34 míst k sezení je potaženo červeným látkovým potahem.
Pro napájení elektrických spotřebičů, jakými jsou například kuchyňské spotřebiče a osvětlení je ve vozech nainstalován centrální zdroj energie (CZE). Teplovzdušné vytápění vozu a klimatizace umožňují při venkovních teplotách od −20 °C do +32 °C nastavit vnitřní teplotu od +20 °C do +24 °C. Vozy jsou vybaveny dvěma vakuovými WC. Klimatizace i WC byly vyrobeny vídeňskou firmou Alex Friedmann.
Původní nátěr vozů je pod okny bílý, přes okna červený a střecha je šedá. Některé vozy již byly přelakovány do modro-bílého korporátního schématu Českých drah od studia Najbrt.

## Modernizace
V roce 2014 České dráhy oznámily plány na modernizaci tří vozů Ampz143, devíti vozů Ampz146, 15 vozů Bmz241, 21 vozů Bmz245 a desíti vozů WRmz815 s opcí na modernizaci zbylých osmi vozů Ampz143. Modernizace se týká převážně přečalounění sedaček, dosazení koberců, a to včetně vozů druhé třídy, revitalizaci WC, menší úpravy klimatizace, dosazení vnějšího a vnitřního elektronického informačního a rezervačního systému a dosazení přístupových bodů systému Wi-Fi. U všech vozů Ampz146, Bmz245 a sedmi vozů WRmz815 bude navíc vyměněn centrální zdroj energie (CZE). Kromě toho vozy ještě projdou běžnou vyvazovací opravou. Celková cena zakázky je 498 milionů Kč. Modernizace by měla být hotova do 17 měsíců od podpisu smlouvy.

## Provoz
Vozy jsou primárně nasazovány na spoje EuroCity z Prahy do Berlína, Vídně a Budapešti. Méně často je lze potkat i na ostatních relacích.
21. dubna 2013 vypukl ve voze č. 006 požár. Vůz se toho času nacházel na maďarském území řazený na vlaku EC 276 „Slovan“. Do České republiky se vůz vrátil o týden později – 28. dubna. Vůz byl 22. května přepraven na opravu do ŽOS Vrútky.